# Brug 96
Brug 96 is een vaste brug in Amsterdam-Centrum.
De brug is gelegen in de westelijke kade van de Prinsengracht en voert over de Passeerdersgracht.
Er ligt hier al eeuwen een brug. Op de kaart van Balthasar Florisz. van Berckenrode uit 1625 is de brug al ingetekend als zijnde een brug over de Prince Graft en Passeerders Graft. Beide straathoeken zijn dan nog wel onbebouwd. Bij de kaart van Joan Blaeu uit 1649 is alles bebouwd. De huidige brug ligt er vanaf mei 1952. Toen was Publieke Werken al bijna een jaar bezig om deze brug stevig te renoveren. De brug was voor het moderne verkeer te smal geworden en werd in de breedte aangepast naar een rijweg van zes meter breed en twee voetpaden van 2,50 en 2,20 meter breed. Tijdens de renovatie werden gedeeltes van de Passeerdersgracht en Prinsengracht drooggelegd en moest het voetgangersverkeer over een gammele noodbrug. Vernieuwen destijds hield soms in dat een liggerbrug vanwege een historisch aanblik werd vervangen door een boogbrug, die er nooit heeft gelegen, het zogenaamde terugrestaureren. De liggerbruggen vond men destijds niet passen in het straatbeeld, een visie die later weer verdween, toen wilde men die bruggen juist behouden. Op deze plaats werd weer een liggebrug neergelegd, waarbij tegelijkertijd de gasleidingen in de brug verwerkt konden worden. De Waarheid had het destijds over een sieraad voor de stad. De brug daarna alleen nog een enkele keer opnieuw bestraat worden.

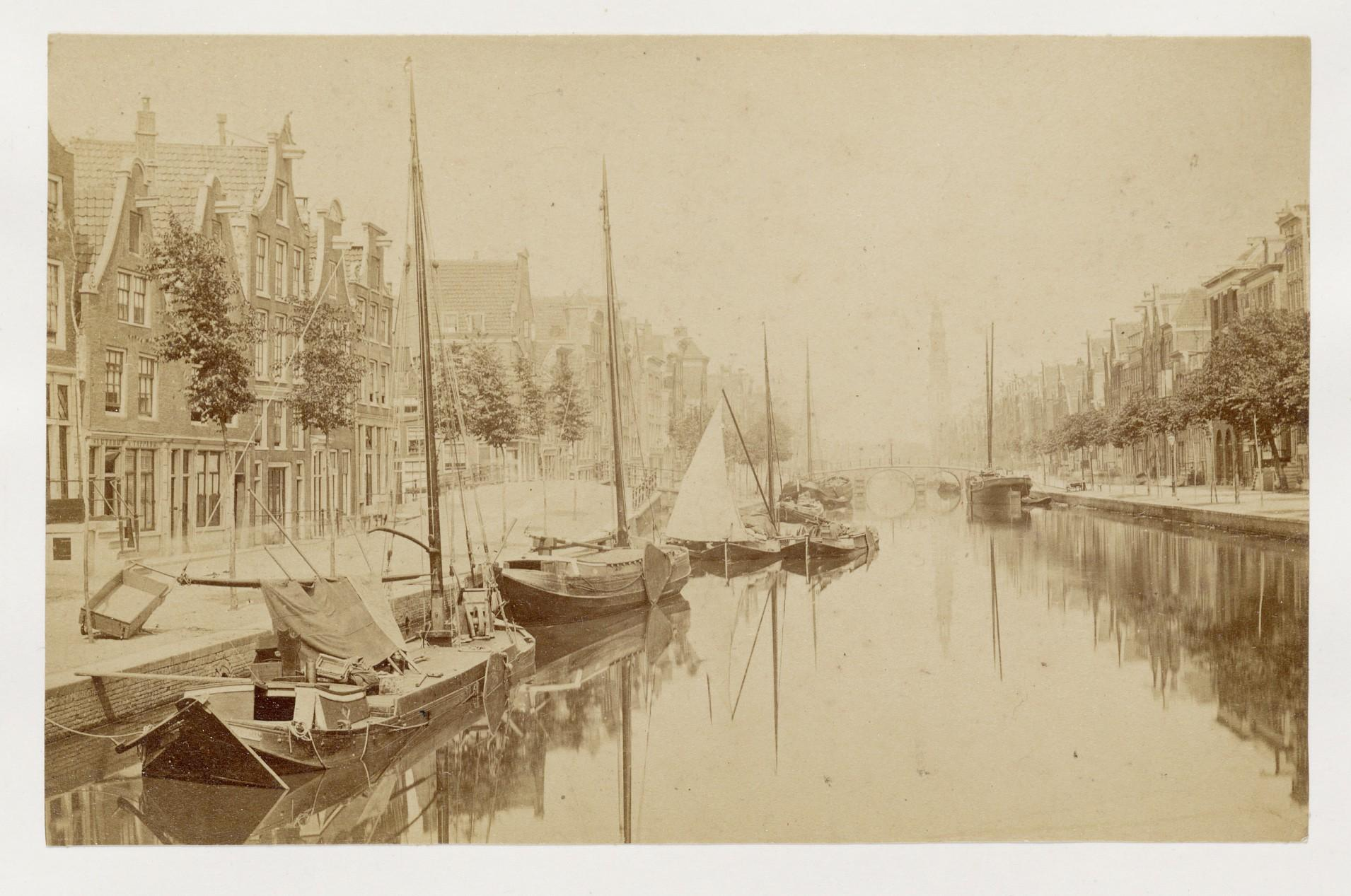
De brug volgens Pieter Oosterhuis
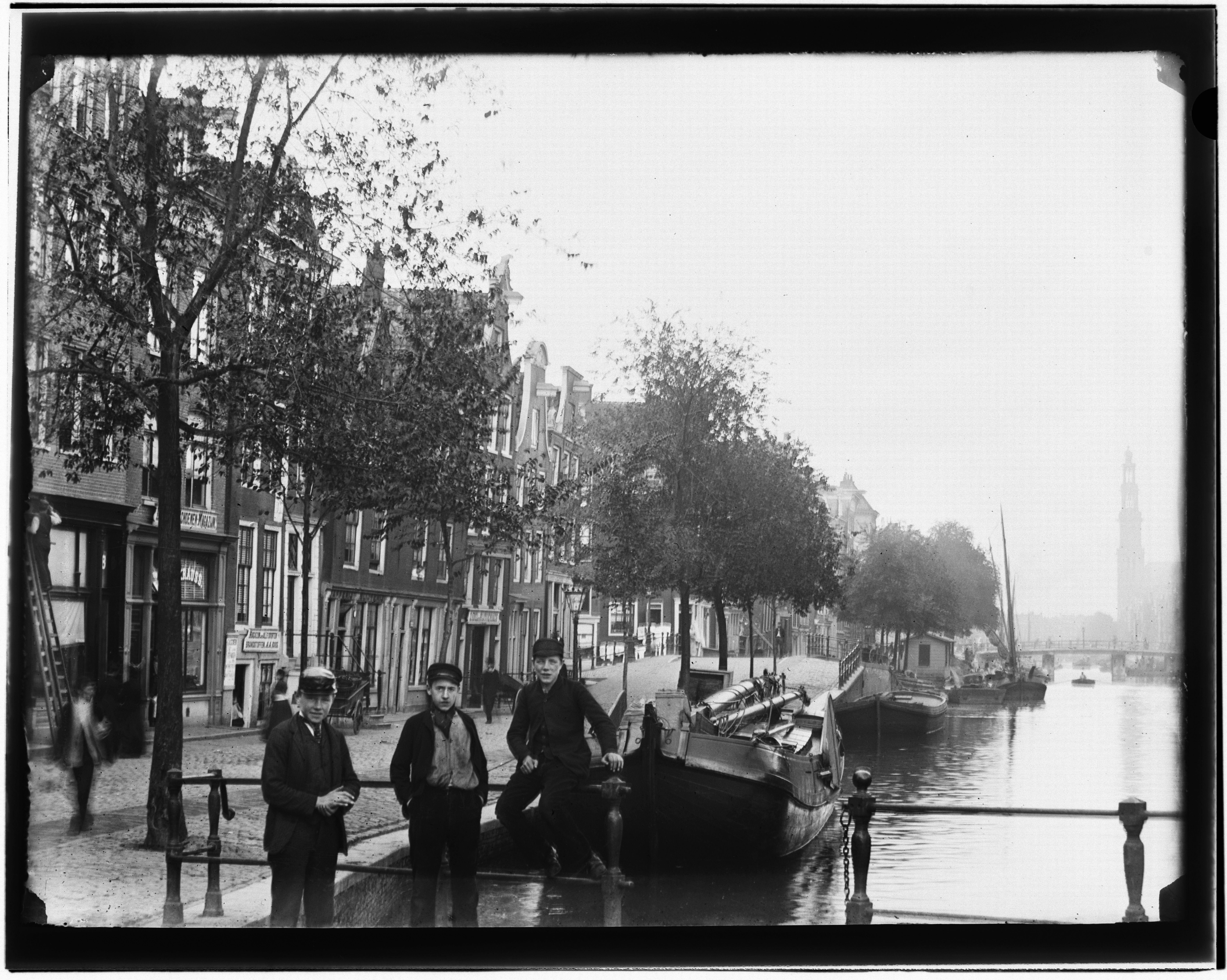
De brug volgens Jacob Olie in 1892
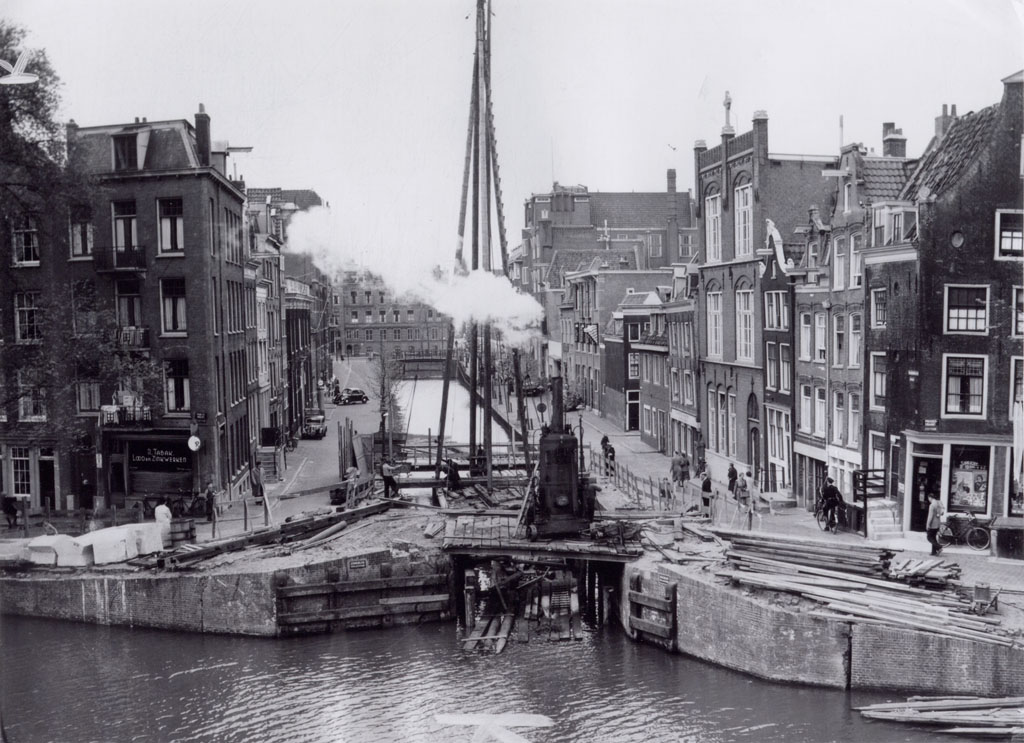
Vernieuwing van de brug in 1951. Foto van Ben van Meerendonk

1 · 2 · 3 · 4 · 5 · 6 · 7 · 8 · 9 · 10 · 11 · 12 · 13 · 14 · 15 · 16 · 17 · 18 · 19 · 20 · 21 · 22 · 23 · 24 · 25 · 26 · 27 · 28 · 29 · 30 · 31 · 32 · 34 · 35 · 36 · 37 · 38 · 39 · 40 · 41 · 42 · 43 · 44 · 45 · 46 · 47 · 48 · 49 · 50 · 51 · 52 · 53 · 54 · 55 · 56 · 57 · 58 · 59 · 60 · 61 · 62 · 63 · 64 · 65 · 66 · 67 · 68 · 69 · 70 · 71 · 72 · 73 · 74 · 75 · 76 · 77 · 78 · 79 · 80 · 81 · 82 · 84 · 85 · 86 · 87 · 88 · 89 · 90 · 91 · 92 · 93 · 94 · 95 · 96 · 97 · 98 · 99 · >>>
Brugnummers 33 en 83 zijn niet (meer) vergeven